# Андрейс Прохоренковс
Андрейс Прохоренковс (латис. Andrejs Prohorenkovs; 5 лютого 1977, Огре — 1 травня 2025) — латвійський футболіст, що грав на позиції нападника.
Виступав, зокрема, за клуби «Маккабі» (Тель-Авів) та «Металургс» (Лієпая), а також національну збірну Латвії.
Чемпіон Ізраїлю. Володар Кубка Ізраїлю. Чемпіон Латвії.

## Клубна кар'єра
У дорослому футболі дебютував 1994 року виступами за команду «Інтерсконто», в якій того року взяв участь у 20 матчах чемпіонату. 
Згодом з 1995 по 2002 рік грав у складі команд «Олімпія» (Лієпая), «Юрнієкс», «Гутнік» (Варшава), «Цераміка Парадиз», «Одра», «Гурник» (Забже) та «Маккабі» (Кир'ят-Гат).
Своєю грою за останню команду привернув увагу представників тренерського штабу клубу «Маккабі» (Тель-Авів), до складу якого приєднався 2002 року. Відіграв за тель-авівську команду наступні два сезони своєї ігрової кар'єри. Більшість часу, проведеного у складі тель-авівського «Маккабі», був основним гравцем атакувальної ланки команди. За цей час виборов титул чемпіона Ізраїлю.
Протягом 2004—2008 років захищав кольори клубів «Динамо» (Москва), «Маккабі» (Тель-Авів), «Мельна Розе», «Юрмала-VV», «Расінг» та «Іонікос».
У 2008 році уклав контракт з клубом «Металургс» (Лієпая), у складі якого провів наступні п'ять років своєї кар'єри гравця. Граючи у складі «Металургса» також здебільшого виходив на поле в основному складі команди.
Протягом 2013 року захищав кольори клубу «Юрмала».
Завершив ігрову кар'єру у команді «Огре», за яку виступав протягом 2014—2016 років.

## Виступи за збірну
У 2002 році дебютував в офіційних матчах у складі національної збірної Латвії.
У складі збірної був учасником чемпіонату Європи 2004 року у Португалії.
Загалом протягом кар'єри в національній команді, яка тривала 6 років, провів у її формі 32 матчі, забивши 4 голи.

## Смерть
У 2024 році Андрейсу Прохоренковсу діагностували рак. Помер колишній футболіст 1 травня 2025 року на 49-му році життя.

## Титули і досягнення
- Чемпіон Ізраїлю (1):

«Маккабі» (Тель-Авів): 2002-2003
- Володар Кубка Ізраїлю (1):

«Маккабі» (Тель-Авів): 2004-2005
- Чемпіон Латвії (1):

«Металургс» (Лієпая) : 2009